# Kobylaki-Wólka
Kobylaki-Wólka – wieś w Polsce położona w województwie mazowieckim, w powiecie przasnyskim, w gminie Jednorożec. Ma status sołectwa.
W latach 1975–1998 miejscowość administracyjnie należała do województwa ostrołęckiego.